# صندوق المسؤوليات النووية

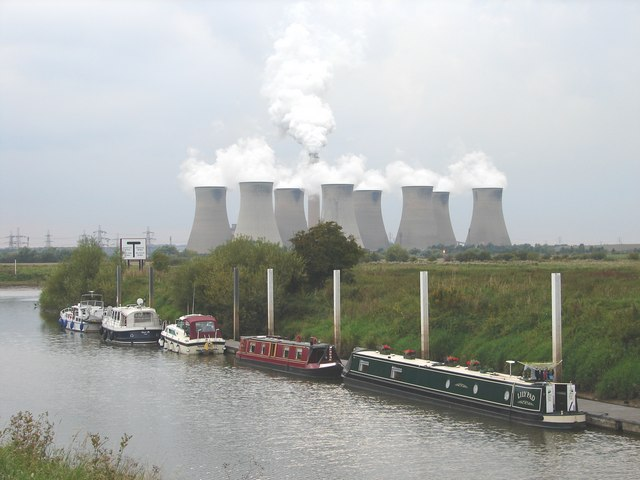
محطة كوتام للطاقة التي أغلقت في عام 2019

صندوق المسؤوليات النووية هو صندوق تابع لحكومة المملكة المتحدة لتوفير الترتيبات اللازمة لتمويل بعض التكاليف طويلة الأجل لإيقاف تشغيل ثماني محطات للطاقة النووية كانت مملوكة من قبل لشركة الطاقة البريطانية، والتي أصبحت الآن EDF للطاقة، تقع مسؤولية الصندوق داخل الحكومة على عاتق المسئول التنفيذي، نيابة عن إدارة الأعمال والطاقة والاستراتيجية الصناعية.

## التأسيس
تم تأسيس الصندوق كشركة محدودة مسجلة في اسكتلندا ويملكها الصندوق الاستئماني النووي. وتتكون من خمسة أمناء، ثلاثة منهم يعينهم وزير الدولة للطاقة وتغير المناخ واثنان من قبل مالكي محطات الطاقة النووية.